# Гавтадзе Резо Давидович
Резо́ Дави́дович Гавта́дзе (рос. Резо Давидович Гавтадзе; нар. 11 липня 1995, Зестафоні, Грузія) — грузинський та російський футболіст, півзахисник.

## Життєпис
Резо Гавтадзе народився у Грузії. У дитинстві разом із батьками переїхав до Росії, до міста Полевський Свердловської області. Розпочав займатися футболом у школі «Сіверського трубника». У 17-річному віці опинився у системі підготовки «Уралу»/
19 березня 2016 року дебютував у чемпіонаті Росії, замінивши Жерсона Асеведо у другому таймі матчу проти «Терека».
2019 провів у клубі третьої ліги Грузії «Спаєрі», зіграв один матч у Кубку Грузії — 17 квітня в 3-му раунді у грі проти «Колхеті-1913» (5:1), в якому відзначився голом. 2020 року — у команді вищої ліги «Чихура».